# Acrasida
Acrasida, Acrasiomycota o acrásidos es un grupo de protistas del tipo de mohos mucilaginosos clasificados en Percolozoa. No están relacionados ni con los hongos ni con los mixomicetos, sino que se pertenecen a Excavata. Viven como organismos detritívoros, pero también se alimentan de bacterias y otros microorganismos. El grupo incluye dos géneros y unas cinco especies.

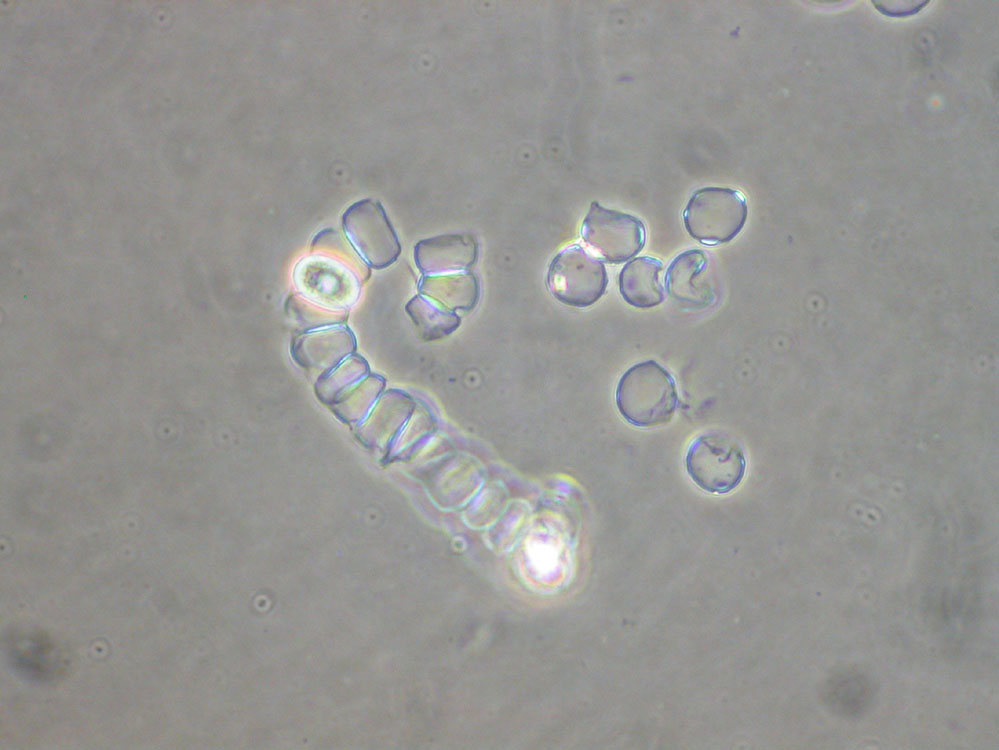
Esporas y amebas de Acrasis rosea.

El ciclo de vida de estos organismos comprende tres estadios:
- Las células individuales o amebas aparecen en la madera, materia vegetal en descomposición y en el suelo.

- Cuando los recursos alimenticios y el agua llegan a un nivel limitante, estas amebas liberan feromonas como la acrasina para promover la agregación de las células ameboides. En este estadio se mueven como un gran agregado denominado seudoplasmodio, que está formado por miles de células.

- Cuando en el seudoplasmodio se reproducen las células ameboides se originan cuerpos fructíferos formadores de esporas, que recuerdan a las de los hongos. Las esporas dan lugar a individuos unicelulares.

El ciclo de vida, es por tanto, muy similar al de los dictiostélidos, con los que no están relacionados. El nombre proviene de la palabra griega akrasia, que significa "falta de autocontrol".
Antiguamente la familia Guttulinopsidae (con los géneros Guttulinopsis y Rosculus) era incluida aquí, pero análisis filogéticos recientes la sitúan en Rhizaria.